# Šlechtická adopce
Šlechtická adopce je úkon, kdy si šlechtic si za svého života našel svého nástupce, kterého adoptoval za svého syna, aby zachoval jméno a pokračování rodu. Někdy šlo o variantu, že byl adoptován např. vnuk dědou, aby došlo k zachování významného rodového jména, když měl děd jako otec jen dcery.
Stávalo se také, že byl člen jednoho šlechtického rodu adoptován členem jiného rodu. Většinou společensky výše postavený šlechtic adoptoval níže postaveného šlechtice, např. hrabě adoptuje barona nebo rytíře. Případně se mohla adopce uskutečnit na stejné úrovni, tedy kníže adoptoval knížete, hrabě hraběte, baron barona atd. Takto adoptovaný šlechtic mohl používat zdvojené rodové jméno.

## Případy adopce
(řazeno chronologicky)
- 1524 – Václav III. Adam Těšínský byl adoptován svým dědem Kazimírem II. Těšínským
- 1688 – Jiří Mikuláš Sobek z Kornic, byl 5. května adoptován svým dědem z rodu von Rauten, který pocházel z litevského šlechtického rodu diplomatů na rakouském císařském dvoře
- 1757 – Jan Václav (Johann Wenzel) svobodný pán Trach adoptoval Jana Bedřicha (Johann Friedrich) von Rothkirch. Dne 4. března 1757 Fridrich II. Veliký schválil sjednocení erbů obou rodů a současně jmenoval Jana Bedřicha svobodným pánem von Rothkirch und Trach.
- 1910 – Sándor Adler de Vizakna adoptoval Jánose Stoffu [1]
- 1905 – Rudolf Hoschek se nechal adoptovat bezdětným uherským hrabětem Arpádem Beleznayem [2]
- 1939 – Daublebský ze Sternecku [3]
- 1962 – Karel Schwarzenberg (1937–2023) byl adoptován svým strýcem Jindřichem ze Schwarzenbergu.